# Nadav Henefeld
Nadav Henefeld, en hébreu : נדב הנפלד, né le 19 juin 1968, à Ramat Gan, en Israël, est un joueur israélien de basket-ball. Il évolue durant sa carrière au poste d'ailier fort. 